# 臼井塚古墳
臼井塚古墳（うすいづかこふん）は、東京都多摩市百草にある、古墳時代後期（7世紀前半）の古墳。

## 概要
1952年（昭和27年）に稲荷塚古墳とともに調査が行われた。稲荷塚古墳の西方100メートル付近に位置する。
調査時には既に墳丘がなかったため墳形や規模は不明である。築造時期は7世紀前半（古墳時代後期）と推測されている。埋葬者は稲荷塚古墳と同様に不明である。
石室は羨道部・前室・玄室の三室からなっている横穴式石室である。石室は凝灰岩の切石を組み合わせて積み上げられた構造で、前室と玄室の壁は三味線の胴のようにカーブしており、胴張複室構造（子宮のような形）と呼ばれ精巧な技術で造られている。
玄室は長さ2.34メートル、最大幅2.15メートルの楕円形、前室は長さ1.2メートル、最大幅1.6メートル、羨道部は長さ1メートルほどとされるが原形は不明である。
副葬品として鉄小刀が出土している。
稲荷塚古墳との築造時期の前後は不明である。現在石室は埋め戻されている。
元多摩市長の臼井氏の宅地内にある。